# 韓智慧
韓智慧（韓語：한지혜，1984年6月29日—），韓國女演員，原名為李智慧，因為與前輩撞名，以免發生混淆所以改用藝名。2001年，自超級模特選拔大會出道。
2003年至2004年間，在《夏日香氣》一劇中漸露光芒，其後憑《新娘18歲》而為人所知並榮獲百想藝術大獎。2007年主演日日劇《愛也好恨也好》屢創收視佳績，隔年演出《伊甸園之東》入圍百想藝術大賞最優秀女子演技賞。
2012年主演MBC週末劇《May Queen》最高收視率達29.4%。2013年主演MBC週末劇《金子輕鬆出來吧》最高收視率達25.0%。2014年主演MBC週末劇《湔雪的魔女》最高收視率達35.6%。連續3年出演MBC週末劇皆創下高收視率，此奠定了其「週末劇女王」的稱號。
2010年2月19日，從世宗大學電影藝術學系畢業，取得學士學位，同校畢業生有金成恩。

## 個人生活
韓智慧與李東健因《新娘18歲》及電影《我的B型男友》擦出愛火而交往，被韓媒譽為演藝圈的「金童玉女」，但於2007年12月分手。2010年9月21日，嫁給交往2年、大6歲的檢察官男友，並在夏威夷舉行婚禮。2020年12月31日在社交媒體宣佈懷有身孕，將於2021年夏季生產。

## 影視作品

### 電視劇
- 2003年：MBC《我的人生污點》
- 2003年：MBC《男人的香氣》
- 2003年：KBS《夏日香氣》飾演 朴貞雅
- 2004年：KBS《新娘18歲》飾演 尹貞淑
- 2004年：SBS《小島老師》飾演 洪恩琇
- 2005年：MBC《秘密男女》飾演 徐永芝
- 2006年：KBS《白雲階梯》飾演 尹貞媛
- 2007年：KBS《愛也好恨也好》飾演 羅丹楓
- 2008年：MBC《伊甸園之東》飾演 金芷賢
- 2010年：CCTV《天堂绣》飾演 全彩熙
- 2010年：KBS《鋼琴家》飾演 尹仁莎（單集電視劇）
- 2011年：MBC《夥伴》飾演 桐女
- 2011年：SBS《偉大的禮物》飾演 金河妍
- 2012年：MBC《May Queen》飾演 天海珠
- 2013年：MBC《金子輕鬆出來吧》飾演 鄭夢熙／孫友娜／韓善華
- 2014年：KBS《陽光滿溢》飾演 韓英媛
- 2014年：MBC《湔雪的魔女》飾演 文秀仁
- 2018年：KBS《一起生活吧》飾演 朴宥荷
- 2019年：MBC《黃金庭院》飾演 殷東珠
- 2023年：Disney+《漢江刑警》飾演 恩淑（特別出演）
- 2025年：SBS《寶物島》飾演 阿涅斯修女（徐然株）（特別出演）
- 2025年：SBS《競選夥伴》飾演 國語老師（特別出演）

### 電影
- 2003年：《Singles》
- 2005年：《我的B型男友》飾 劉荷美
- 2008年：《Humming》（又譯：幸福）（又譯：哼唱）
- 2010年：《出雲之月》

### 反轉劇
- 040815：當公主遇見混混（ERIC、韓智慧）
- 040822：那天以后（ERIC、韓智慧）
- 040905：保險庫大盜的愛情（ERIC、韓智慧）
- 040912：愛我的保鏢（ERIC、韓智慧）
- 040919：再次戀情（ERIC、韓智慧）
- 041003：情敵（ERIC、韓智慧）
- 041010：他的雙重生活（ERIC、韓智慧）
- 041024：爲了她（RAIN、韓智慧）
- 041107：想要說的話（上、下集）（RAIN、韓智慧）
- 041211：熱血老師（尹啓相、在熙、韓智慧）
- 050109：伺養宗孫（金禎勳、韓智慧）

### MV
- 2002年：Leeds《他一定很幸福》
- 2002年：李秀英 - LA LA LA + 債 （與趙胤熙、鄭在詠、孫泰英、李宗秀）
- 2003年：Leeds《能忘記嗎》
- 2004年：Leeds《我還不知道》（與蘇志燮）
- 2004年：慧鈴《僅此一次》[9]（與文晸赫）
- 2004年：李秀英《光化門戀歌》（與金剛、趙胤熙）
- 2004年：李秀英《Hwil Ril Ri》[10]（與申河均、金相慶）
- 2004年：李秀英《Andante》（Hwil Ril Ri的續集，與申河均、金相慶）

## 音樂
- 2008年：《愛是流動的-中文》（與立威廉）水立方（奧運游泳場館））的形象單曲
- 2008年：《Friends-韓文》（與立威廉）水立方（奧運游泳場館）的形象單曲
- 2009年：《Luv Luv》-《Shoes! My Dream!》的主題曲
- 2010年：《相思夢》-電影《出雲之月》的主題曲

## 書籍著作
- 2010年：《My Fair Lady》

## 綜藝節目
- 2003年：MBC《天生緣份》
- 2004年：KBS《Happy Together》
- 2005年：SBS《情書》 第一季第七期  （主持人：姜鎬童 男嘉賓：神話、申千、金宗敏）
- 2005年：SBS《夜心萬萬》嘉賓：韓智慧、李東健
- 2008年：KBS《Happy Together》
- 2008年：MBC《來玩吧》
- 2008年：KBS《想像+》
- 2009年：《She's O'live—Shoes! My Dream》
- 2010年：KBS《天下無敵棒球團》
- 2011年：MBC《來玩吧》
- 2013年：SBS《Healing Camp》
- 2018年：KBS2（E530 與李尚禹、朴宣暎、呂會鉉、琴世祿）
- 2019年: MBC 黃金漁場 Radio Star

## 主持节目
- Music Camp（合作过的主持人：孔劉）
- 2006年：亚洲超模大赛
- 2007年：亚洲超模大赛（合作主持人：柳时元）
- 2008年：MBC演技大赏（合作主持人：申东烨）
- 2010年：釜山国际电影节开幕式 （合作主持人：郑俊鎬）
- 2013年：MBC演技大赏（合作主持人：李昇基）

## 形象大使
- 2009年：第4届Design Korea形象大使
- 2010年：第15届釜山电影节Cine France宣传大使

## 獲獎
- 2003年：KBS演技大賞－女子新人獎（夏日香氣）
- 2004年：第40屆百想藝術大賞－TV部門女子新人獎（新娘18歲）
- 2004年：MBC演藝大賞－女新人主持人獎
- 2007年：KBS演技大賞－日日劇優秀演技獎（愛也好恨也好）
- 2008年：第2屆韓國電視劇節 －最佳女演員獎（愛也好恨也好）
- 2008年：MBC演技大賞－優秀女演員獎（伊甸園之東）
- 2009年：亞洲模特頒獎儀式上被授予模特明星獎
- 2010年：第8屆韓國國際珠寶手錶展示會－Best Jewellery Lady
- 2012年：第20屆大韓民國文化演藝大賞 - 女子最優秀演技獎 （May Queen）
- 2012年：MBC演技大賞－連續劇部門 女子最優秀演技獎（May Queen）
- 2013年：MBC演技大赏 - 連續劇部門 女子最優秀演技獎 （金子輕鬆出來吧）
- 2018年：KBS演技大賞—女子長篇劇優秀演技賞（一起生活吧）

## 腳註
1. ↑   [Park Seo Joon, Lee Hyun Woo, Goo Hara, And More Keyeast Actors To Move To Content Y]. SBS FunE. June 26, 2017  [2021-01-13]. （原始内容存档于2020-12-07） （韩语）.
2. ↑  . Hancinema. The Seoul Times. February 19, 2011  [2021-01-13]. （原始内容存档于2021-01-14）.
3. ↑  . The Chosun Ilbo. August 6, 2010  [2021-01-13]. （原始内容存档于2021-01-15）.
4. ↑  . The Korea Times. August 6, 2010  [2021-01-13]. （原始内容存档于2013-09-18）.
5. ↑  . enewsWorld. April 18, 2012. （原始内容存档于January 28, 2013）.
6. ↑  . 凤凰网.   [2022-01-24]. （原始内容存档于2022-01-24）.
7. ↑  Cho Hyun-joo. . ytn. December 31, 2020  [December 31, 2020]. （原始内容存档于2021-01-14） （韩语）.
8. ↑  Yoon Hyo-jung. . news1. December 31, 2020  [December 31, 2020]. （原始内容存档于2021-01-15） （韩语）.
9. ↑  出自反轉劇《當公主遇見混混》
10. ↑  容祖兒《愛情復興》之原曲

## 外部連結
- YEDANG Entertainment 
- 官方網站
- 韓智慧的Facebook專頁
- 韓智慧的Instagram帳戶